# 數碼港公園

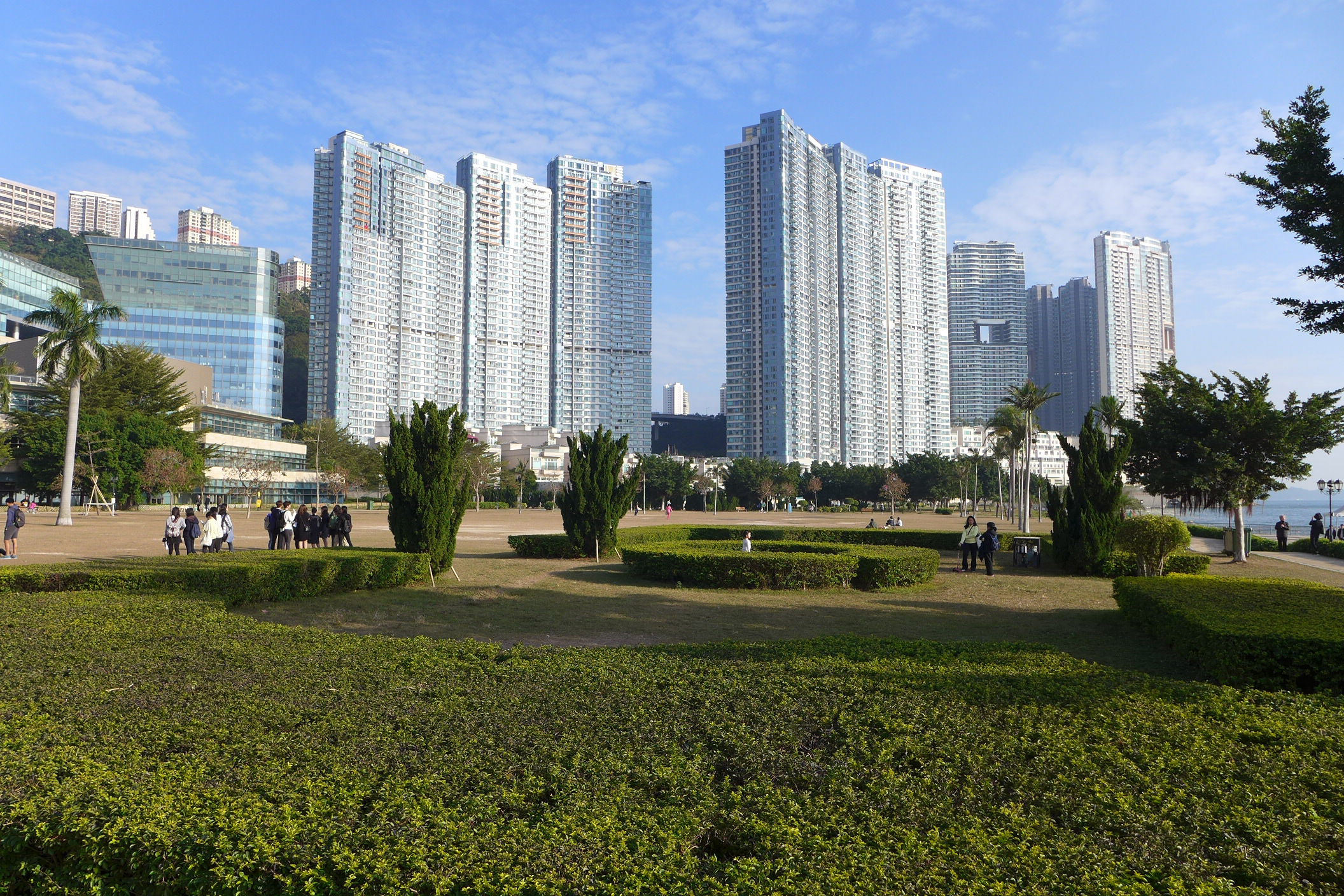
庭園

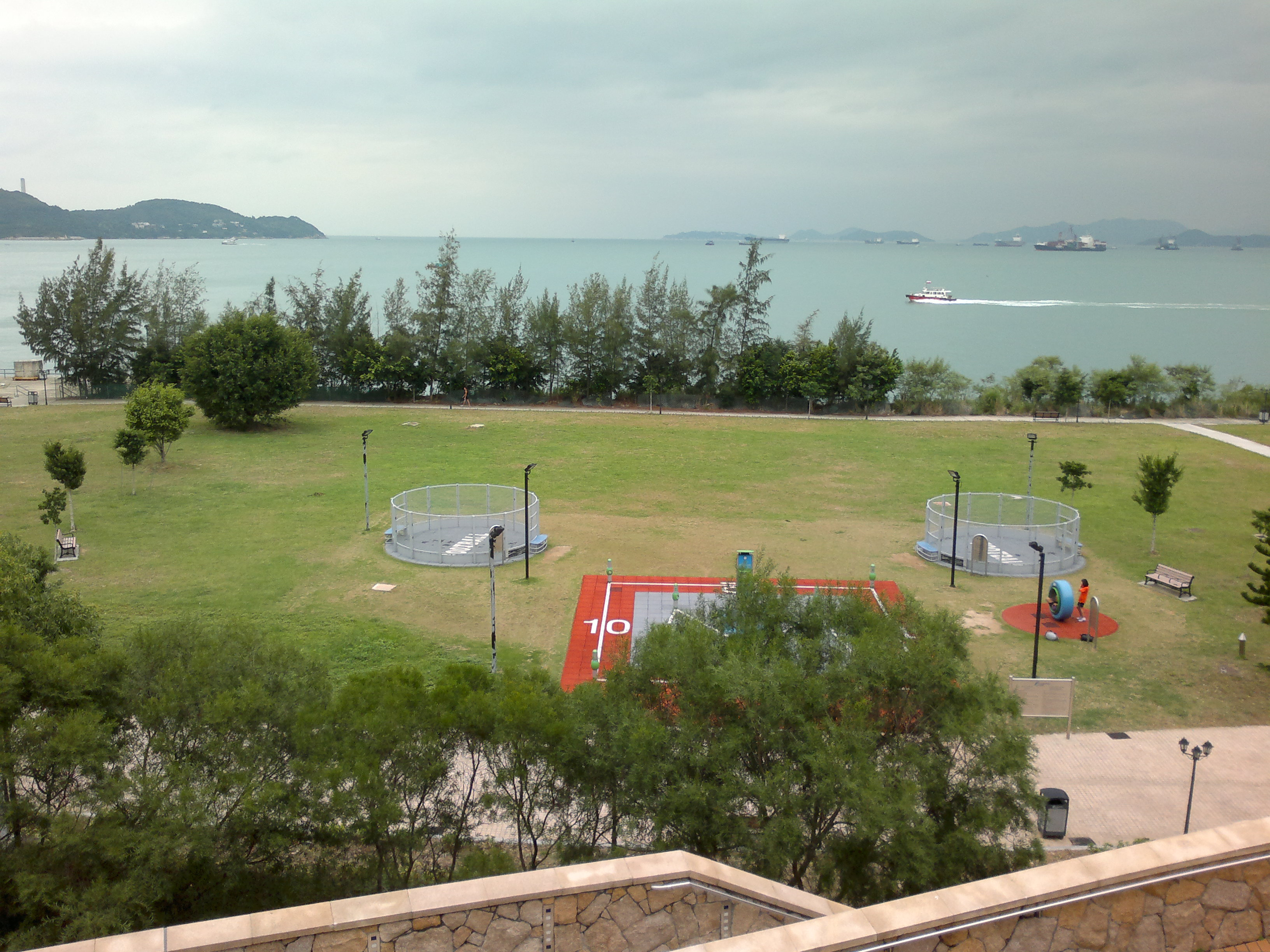
數碼港公園「數碼港互動遊樂場」

數碼港公園（英語：Cyberport Park），又名數碼港臨海公園、數碼港海濱公園，是香港島南區鋼綫灣的一個公園，位於鋼線灣沿岸4號幹線的預留興建位置之上，佔地60萬平方呎。由於鋼綫灣在1999年被規劃用作興建數碼港，因此該公園於2005年2月建成後也以數碼港命名。公園由管理數碼港的電訊盈科管理，並不屬於康樂及文化事務署管理。

## 歷史
數碼港公園原為四號幹線（前七號幹線）預留用地，政府於2003年9月向電訊盈科批出短期合約，將數碼港對出的公路預留土地發展作「靜態康樂及園景」之用，並須開放給公眾。不過沒有規定公園的用料。公園於2005年2月局部開放，設立歐洲式庭園，初期使用塑膠植物，有假青松、也有牡丹、百合。直至2005年5月底，有準新人拍照時抱怨園內塑膠植物在烈日暴曬下發出臭味，其後被傳媒揭發。負責管理公園的盈科大衍地產發展有限公司表示「法式公園設計較複雜」為由，因此暫以塑膠擺設展示設計，公司確認設計後才改為使用真正植物。
不過到2007年歐洲式庭園被移除，改為貝沙灣第六期Bel-Air No.8示範單位，清拆後改為草坪及種了樹木。
2007年9月28日，數碼港公園上空舉行「幻彩耀貝沙」的煙花匯演，歷時18分鐘，為首個在南區舉行的煙花匯演。
2009年7月，數碼港公園西面加設「數碼港互動遊樂場」，有三個創新遊樂設施──SmartUs遊戲組合、旋轉輪及兩個小型足球場。
《2019年至2020年度香港政府財政預算案》中，政府宣布預留55億元發展數碼港第5期，選址為數碼港商場對開的數碼港公園，而4億多元將用作翻新公園作永久休憩空間。